# マルタ騎士団首相
マルタ騎士団首相（マルタきしだんしゅしょう）は、マルタ騎士団の政府の長。宗務総監、外務総監、医務総監、財務総監と並んで、5つの上級職の一つである。内政の管理を行い、騎士団の活動を調整する責任を負う。

## 一覧
1. ピータ－・ルートヴィヒ・フォン・デア・パーレン（1800年頃）
2. ジュゼッペ・タッコーネ・デ・シティツァーノ（? - 1955年）
3. ガボール・アポール（1955年 - 1958年）
4. ヴィンチェンツォ・ディ・ナポリ・ランポッラ・バレージ・ベラセラ（1959年 - 1965年）
5. カルロ・ロベラ・ディ・カスティリオーネ （1965年 - 1968年）
6. クインティン・ピーター・ソースビー・ジャーミー・グウィン（1968年 - 1978年）
7. ヴィットリオ・マルッロ・ディ・コンドヤンニ（1978年 - 1980年）
8. カルロ・マルッロ・ディ・コンドヤンニ（暫定: 1980年 - 1984年）
9. フェリス・カタラーノ・ディ・メリッリ（1984年 - 1997年）
10. カルロ・マルッロ・ディ・コンドヤンニ（1997年 - 2001年）
11. ジャック・ド・リーデケルケ （2002年 - 2005年）
12. ジャン＝ピエール・マズリー（2005年 - 2014年）
13. アルブレヒト・フォン・ベーゼラーガー（2014年 - 2016年12月6日）
14. ジョン・エドワード・クリティエン（暫定: 2016年12月14日 - 2017年1月27日）
15. アルブレヒト・フォン・ベーゼラーガー（2017年1月27日 - 2022年9月3日）
16. リッカルド・パテルノ・ディ・モンテクーポ（2022年9月3日 - 現職）[2]